# Friedel Hart
Friedel Hart  (eigentlich Joachim F. W. Hartfeldt; * 11. März 1913 in Berlin; † 23. März 1977 ebenda) war ein deutscher Schriftsteller, Journalist und Politiker.

## Leben
Friedel Hart wurde unter dem Namen Joachim F. W. Hartfeldt als Sohn eines Arbeiters in Berlin geboren. Er wuchs zunächst in Posen auf und nach dem Ersten Weltkrieg in Berlin. Aufgrund der Arbeitslosigkeit der Eltern musste er die Schule abbrechen, konnte aber nach der Abendschule und Selbststudium das Abitur erlangen. Nach dem Studium der Finanzwirtschaft legte er das Staatsexamen ab. Nach dem Zweiten Weltkrieg trat er der National-Demokratischen Partei Deutschlands bei und wurde 1950 hauptamtlicher Sekretär, später Bezirksrat beim Magistrat von Groß-Berlin. Es folgten berufliche Stationen als Wirtschaftsredakteur, Pressemitarbeiter und freier Schriftsteller. Er war Mitglied im Deutschen Schriftstellerverband. Hart verfasste Gedichte, Liedtexte, Kriminalromane sowie Kinder- und Jugendliteratur. Er schrieb die Filmerzählung Der neue Fimmel, die 1960 unter der Regie von Walter Beck, der auch das Drehbuch schrieb, verfilmt wurde.

## Werke (Auswahl)
- Pirat 111. Ein heiterer Sportroman. Illustration Werner Kulle, Sportverlag 1954.
- Das Ei des Kolumbus. Sportverlag, Berlin 1956.
- Aus Mutters Einholtasche. Verse von Friedel Hart, Bilder von Hans Mau, Kinderbuchverlag, Berlin 1958.
- Rote Kreise. Roman, Verlag der Nation, Berlin 1959.
- Reise durch den Alltag. Aus einem Tagebuch. Illustration Heinz Ebel, Verlag Volk und Wissen, Berlin 1959.
- Mordsache F. Eine Erzählung aus dem Dienst der Transportpolizei. Verlag des Ministeriums des Innern, Berlin-Wilhelmsruh 1959.
- Auch das gehört zur Rekonstruktion. Gedichte, Industriegewerkschaft Bau-Holz, 1959.
- Ermittlungsakte Hahnenkopf. Nach tatsächlichen Begebenheiten. Verlag des Ministeriums des Innern, Berlin-Wilhelmsruh 1962.
- Die Rabauken vom Hasenstall. Illustration Andreas Speck, Kinderbuchverlag, Berlin 1965.
- Tierpflegerin Uschi. Illustration Erika Klein, Kinderbuchverlag, Berlin 1967.
- Abenteuer in der Teufelsschlucht. Illustration Manfred Butzmann, Kinderbuchverlag, Berlin 1972.